# Liste des monuments historiques protégés en 1906
Cet article recense les monuments historiques français classés en 1906.

## Protections
| Édifice                                                                                         | Commune                    | Département             | Région                     | Protection | Base Mérimée                         | Coordonnées                        | Image |
| ----------------------------------------------------------------------------------------------- | -------------------------- | ----------------------- | -------------------------- | ---------- | ------------------------------------ | ---------------------------------- | ----- |
| Cathédrale Saint-Jean de Belley                                                                 | Belley                     | Ain                     | Auvergne-Rhône-Alpes       | classé     | « PA00116300 », notice no PA00116300 | 45° 45′ 27″ nord, 5° 41′ 21″ est   |       |
| Croix de cimetière de Mézy-Moulins                                                              | Mézy-Moulins               | Aisne                   | Hauts-de-France            | classé     | « PA00115812 », notice no PA00115812 | 49° 04′ 08″ nord, 3° 30′ 21″ est   |       |
| Cathédrale Saint-Jérôme de Digne                                                                | Digne-les-Bains            | Alpes-de-Haute-Provence | Provence-Alpes-Côte d'Azur | classé     | « PA00080378 », notice no PA00080378 | 44° 05′ 31″ nord, 6° 14′ 09″ est   |       |
| Fort carré                                                                                      | Antibes                    | Alpes-Maritimes         | Provence-Alpes-Côte d'Azur | classé     | « PA00080656 », notice no PA00080656 | 43° 35′ 25″ nord, 7° 07′ 38″ est   |       |
| Fontaine de Contes                                                                              | Contes                     | Alpes-Maritimes         | Provence-Alpes-Côte d'Azur | classé     | « PA00080713 », notice no PA00080713 | 43° 48′ 43″ nord, 7° 18′ 53″ est   |       |
| Croix de Marbre                                                                                 | Nice                       | Alpes-Maritimes         | Provence-Alpes-Côte d'Azur | classé     | « PA00080787 », notice no PA00080787 | 43° 41′ 46″ nord, 7° 15′ 46″ est   |       |
| Cathédrale Sainte-Réparate de Nice                                                              | Nice                       | Alpes-Maritimes         | Provence-Alpes-Côte d'Azur | classé     | « PA00080779 », notice no PA00080779 | 43° 41′ 50″ nord, 7° 16′ 33″ est   |       |
| Colonne du pape                                                                                 | Nice                       | Alpes-Maritimes         | Provence-Alpes-Côte d'Azur | classé     | « PA00080786 », notice no PA00080786 | 43° 41′ 47″ nord, 7° 15′ 46″ est   |       |
| Église Saint-Julien de Saint-Julien-du-Serre                                                    | Saint-Julien-du-Serre      | Ardèche                 | Auvergne-Rhône-Alpes       | classé     | « PA00116791 », notice no PA00116791 | 44° 39′ 25″ nord, 4° 24′ 42″ est   |       |
| Cathédrale Saint-Vincent de Viviers                                                             | Viviers                    | Ardèche                 | Auvergne-Rhône-Alpes       | classé     | « PA00116856 », notice no PA00116856 | 44° 28′ 55″ nord, 4° 41′ 25″ est   |       |
| Église Saint-Pierre de Castillon-en-Couserans                                                   | Castillon-en-Couserans     | Ariège                  | Occitanie                  | classé     | « PA00093782 », notice no PA00093782 | 42° 55′ 13″ nord, 1° 02′ 02″ est   |       |
| Cathédrale Saint-Antonin de Pamiers                                                             | Pamiers                    | Ariège                  | Occitanie                  | classé     | « PA00093896 », notice no PA00093896 | 43° 06′ 51″ nord, 1° 36′ 33″ est   |       |
| Église Notre-Dame de Sentein                                                                    | Sentein                    | Ariège                  | Occitanie                  | classé     | « PA00093919 », notice no PA00093919 | 42° 52′ 29″ nord, 0° 57′ 15″ est   |       |
| Croix de Belpech                                                                                | Belpech                    | Aude                    | Occitanie                  | classé     | « PA00102560 », notice no PA00102560 | 43° 11′ 54″ nord, 1° 45′ 09″ est   |       |
| Église Saint-Saturnin de Belpech                                                                | Belpech                    | Aude                    | Occitanie                  | classé     | « PA00102562 », notice no PA00102562 | 43° 11′ 54″ nord, 1° 45′ 09″ est   |       |
| Chapelle Saint-Vérédème d'Eyguières                                                             | Eyguières                  | Bouches-du-Rhône        | Provence-Alpes-Côte d'Azur | classé     | « PA00081249 », notice no PA00081249 | 43° 41′ 24″ nord, 5° 01′ 20″ est   |       |
| Cathédrale Sainte-Marie-Majeure de Marseille                                                    | Marseille                  | Bouches-du-Rhône        | Provence-Alpes-Côte d'Azur | classé     | « PA00081326 », notice no PA00081326 | 43° 18′ 01″ nord, 5° 21′ 53″ est   |       |
| Église Saint-Pierre du Breuil                                                                   | Mézidon-Canon              | Calvados                | Normandie                  | classé     | « PA00111551 », notice no PA00111551 | 49° 04′ 26″ nord, 0° 04′ 08″ ouest |       |
| Cathédrale Saint-Pierre de Saint-Flour                                                          | Saint-Flour                | Cantal                  | Auvergne-Rhône-Alpes       | classé     | « PA00093609 », notice no PA00093609 | 45° 02′ 00″ nord, 3° 05′ 42″ est   |       |
| Croix hosannière de Chermignac                                                                  | Chermignac                 | Charente-Maritime       | Nouvelle-Aquitaine         | classé     | « PA00104650 », notice no PA00104650 | 45° 40′ 59″ nord, 0° 40′ 17″ ouest |       |
| Église Saint-Quentin de Chermignac                                                              | Chermignac                 | Charente-Maritime       | Nouvelle-Aquitaine         | classé     | « PA00104651 », notice no PA00104651 | 45° 40′ 58″ nord, 0° 40′ 17″ ouest |       |
| Cathédrale Saint-Louis de La Rochelle                                                           | La Rochelle                | Charente-Maritime       | Nouvelle-Aquitaine         | classé     | « PA00104876 », notice no PA00104876 | 46° 09′ 41″ nord, 1° 09′ 12″ ouest |       |
| Cathédrale Notre-Dame-de-l'Assomption d'Ajaccio                                                 | Ajaccio                    | Corse-du-Sud            | Corse                      | classé     | « PA00099058 », notice no PA00099058 | 41° 55′ 03″ nord, 8° 44′ 17″ est   |       |
| Cathédrale Saint-Étienne de Saint-Brieuc                                                        | Saint-Brieuc               | Côtes-d'Armor           | Bretagne                   | classé     | « PA00089582 », notice no PA00089582 | 48° 30′ 51″ nord, 2° 45′ 51″ ouest |       |
| Château de la Tour-Blanche                                                                      | La Tour-Blanche            | Dordogne                | Nouvelle-Aquitaine         | classé     | « PA00083025 », notice no PA00083025 | 45° 21′ 50″ nord, 0° 26′ 54″ est   |       |
| Croix de Flangebouche                                                                           | Flangebouche               | Doubs                   | Bourgogne-Franche-Comté    | classé     | « PA00101645 », notice no PA00101645 | 47° 08′ 19″ nord, 6° 28′ 28″ est   |       |
| Croix de cimetière de Loray                                                                     | Loray                      | Doubs                   | Bourgogne-Franche-Comté    | classé     | « PA00101662 », notice no PA00101662 | 47° 09′ 10″ nord, 6° 29′ 47″ est   |       |
| Chapelle des évêques de Saint-Donat-sur-l'Herbasse                                              | Saint-Donat-sur-l'Herbasse | Drôme                   | Auvergne-Rhône-Alpes       | classé     | « PA00117047 », notice no PA00117047 | 45° 07′ 23″ nord, 4° 58′ 57″ est   |       |
| Collégiale Saint-Pierre-et-Saint-Paul et Palais Delphinal de Saint-Donat                        | Saint-Donat-sur-l'Herbasse | Drôme                   | Auvergne-Rhône-Alpes       | classé     | « PA00117048 », notice no PA00117048 | 45° 07′ 26″ nord, 4° 58′ 57″ est   |       |
| Église Notre-Dame-de-la-Couture de Bernay                                                       | Bernay                     | Eure                    | Normandie                  | classé     | « PA00099331 », notice no PA00099331 | 49° 04′ 57″ nord, 0° 35′ 50″ est   |       |
| Croix de Saint-Pierre-du-Bosguérard                                                             | Saint-Pierre-du-Bosguérard | Eure                    | Normandie                  | classé     | « PA00099569 », notice no PA00099569 | 49° 15′ 39″ nord, 0° 53′ 37″ est   |       |
| Ancien évêché                                                                                   | Chartres                   | Eure-et-Loir            | Centre-Val de Loire        | classé     | « PA00097000 », notice no PA00097000 | 48° 26′ 56″ nord, 1° 29′ 16″ est   |       |
| Enclos paroissial de Guimiliau                                                                  | Guimiliau                  | Finistère               | Bretagne                   | classé     | « PA00089998 », notice no PA00089998 | 48° 29′ 19″ nord, 3° 59′ 52″ ouest |       |
| Croix couverte de Beaucaire                                                                     | Beaucaire                  | Gard                    | Occitanie                  | classé     | « PA00102982 », notice no PA00102982 | 43° 48′ 06″ nord, 4° 38′ 00″ est   |       |
| Cathédrale Notre-Dame-et-Saint-Castor de Nîmes                                                  | Nîmes                      | Gard                    | Occitanie                  | classé     | « PA00103092 », notice no PA00103092 | 43° 50′ 18″ nord, 4° 21′ 37″ est   |       |
| Fort Saint-André (Villeneuve-lès-Avignon)                                                       | Villeneuve-lès-Avignon     | Gard                    | Occitanie                  | classé     | « PA00103306 », notice no PA00103306 | 43° 57′ 55″ nord, 4° 48′ 03″ est   |       |
| Cathédrale Sainte-Marie d'Auch                                                                  | Auch                       | Gers                    | Occitanie                  | classé     | « PA00094702 », notice no PA00094702 | 43° 38′ 47″ nord, 0° 35′ 09″ est   |       |
| Église Saint-Martin de Poucharramet                                                             | Poucharramet               | Haute-Garonne           | Occitanie                  | classé     | « PA00094430 », notice no PA00094430 | 43° 24′ 59″ nord, 1° 10′ 27″ est   |       |
| Église Saint-Laurent d'Auzon                                                                    | Auzon                      | Haute-Loire             | Auvergne-Rhône-Alpes       | classé     | « PA00092587 », notice no PA00092587 | 45° 23′ 31″ nord, 3° 22′ 23″ est   |       |
| Église Saint-Laurent du Puy-en-Velay                                                            | Le Puy-en-Velay            | Haute-Loire             | Auvergne-Rhône-Alpes       | classé     | « PA00092751 », notice no PA00092751 | 45° 02′ 52″ nord, 3° 52′ 44″ est   |       |
| Croix de Saint-Front                                                                            | Saint-Front                | Haute-Loire             | Auvergne-Rhône-Alpes       | classé     | « PA00092840 », notice no PA00092840 | 44° 58′ 37″ nord, 4° 08′ 35″ est   |       |
| Église Saint-Hippolyte de Bay-sur-Aube                                                          | Bay-sur-Aube               | Haute-Marne             | Grand Est                  | classé     | « PA00078948 », notice no PA00078948 | 47° 49′ 13″ nord, 5° 03′ 45″ est   |       |
| Fontaine de la Grenouille                                                                       | Langres                    | Haute-Marne             | Grand Est                  | classé     | « PA00079099 », notice no PA00079099 | 47° 51′ 02″ nord, 5° 19′ 29″ est   |       |
| Église Saint-Luc de Voillecomte                                                                 | Voillecomte                | Haute-Marne             | Grand Est                  | classé     | « PA00079283 », notice no PA00079283 | 48° 30′ 17″ nord, 4° 52′ 10″ est   |       |
| Cathédrale Saint-Pierre d'Annecy                                                                | Annecy                     | Haute-Savoie            | Auvergne-Rhône-Alpes       | classé     | « PA00118342 », notice no PA00118342 | 45° 53′ 57″ nord, 6° 07′ 32″ est   |       |
| Croix de chemin de La Roche-sur-Foron                                                           | La Roche-sur-Foron         | Haute-Savoie            | Auvergne-Rhône-Alpes       | classé     | « PA00118423 », notice no PA00118423 | 46° 04′ 04″ nord, 6° 18′ 52″ est   |       |
| Croix de chemin de Saint-Cergues                                                                | Saint-Cergues              | Haute-Savoie            | Auvergne-Rhône-Alpes       | classé     | « PA00118429 », notice no PA00118429 | 46° 14′ 03″ nord, 6° 19′ 14″ est   |       |
| Croix de chemin de Villard                                                                      | Villard                    | Haute-Savoie            | Auvergne-Rhône-Alpes       | classé     | « PA00118465 », notice no PA00118465 | 46° 13′ 07″ nord, 6° 26′ 26″ est   |       |
| Cathédrale Notre-Dame-et-Saint-Arnoux de Gap                                                    | Gap                        | Hautes-Alpes            | Provence-Alpes-Côte d'Azur | classé     | « PA00080566 », notice no PA00080566 | 44° 33′ 29″ nord, 6° 04′ 41″ est   |       |
| Cathédrale Notre-Dame-de-la-Sède de Tarbes                                                      | Tarbes                     | Hautes-Pyrénées         | Occitanie                  | classé     | « PA00095426 », notice no PA00095426 | 43° 14′ 02″ nord, 0° 04′ 08″ est   |       |
| Collégiale Saint-Étienne de Capestang                                                           | Capestang                  | Hérault                 | Occitanie                  | classé     | « PA00103404 », notice no PA00103404 | 43° 19′ 41″ nord, 3° 02′ 38″ est   |       |
| Cathédrale Saint-Pierre de Montpellier                                                          | Montpellier                | Hérault                 | Occitanie                  | classé     | « PA00103522 », notice no PA00103522 | 43° 36′ 48″ nord, 3° 52′ 27″ est   |       |
| Église Saint-Ouen des Iffs                                                                      | Les Iffs                   | Ille-et-Vilaine         | Bretagne                   | classé     | « PA00090602 », notice no PA00090602 | 48° 17′ 19″ nord, 1° 52′ 01″ ouest |       |
| Cathédrale Saint-Pierre de Rennes                                                               | Rennes                     | Ille-et-Vilaine         | Bretagne                   | classé     | « PA00090675 », notice no PA00090675 | 48° 06′ 41″ nord, 1° 41′ 00″ ouest |       |
| Fort National                                                                                   | Saint-Malo                 | Ille-et-Vilaine         | Bretagne                   | classé     | « PA00090810 », notice no PA00090810 | 48° 39′ 17″ nord, 2° 01′ 24″ ouest |       |
| Halles de Crémieu                                                                               | Crémieu                    | Isère                   | Auvergne-Rhône-Alpes       | classé     | « PA00117158 », notice no PA00117158 | 45° 43′ 29″ nord, 5° 15′ 12″ est   |       |
| Porte de Lyon (Crémieu)                                                                         | Crémieu                    | Isère                   | Auvergne-Rhône-Alpes       | classé     | « PA00117168 », notice no PA00117168 | 45° 43′ 28″ nord, 5° 14′ 57″ est   |       |
| Couvent des Augustins de Crémieu                                                                | Crémieu                    | Isère                   | Auvergne-Rhône-Alpes       | classé     | « PA00117153 », notice no PA00117153 | 45° 43′ 29″ nord, 5° 15′ 02″ est   |       |
| Porte François Ier (Crémieu)                                                                    | Crémieu                    | Isère                   | Auvergne-Rhône-Alpes       | classé     | « PA00117169 », notice no PA00117169 | 45° 43′ 34″ nord, 5° 15′ 18″ est   |       |
| Église Notre-Dame de Vizille                                                                    | Vizille                    | Isère                   | Auvergne-Rhône-Alpes       | classé     | « PA00117356 », notice no PA00117356 | 45° 04′ 57″ nord, 5° 46′ 40″ est   |       |
| Croix d'Aromas                                                                                  | Aromas                     | Jura                    | Bourgogne-Franche-Comté    | classé     | « PA00101810 », notice no PA00101810 | 46° 17′ 32″ nord, 5° 28′ 51″ est   |       |
| Croix de Balanod                                                                                | Balanod                    | Jura                    | Bourgogne-Franche-Comté    | classé     | « PA00101811 », notice no PA00101811 | 46° 27′ 16″ nord, 5° 21′ 22″ est   |       |
| Croix de chemin de Choisey                                                                      | Choisey                    | Jura                    | Bourgogne-Franche-Comté    | classé     | « PA00101833 », notice no PA00101833 | 47° 03′ 57″ nord, 5° 27′ 46″ est   |       |
| Croix de Domblans                                                                               | Domblans                   | Jura                    | Bourgogne-Franche-Comté    | classé     | « PA00101875 », notice no PA00101875 | 46° 45′ 53″ nord, 5° 36′ 01″ est   |       |
| Croix de carrefour de Parcey                                                                    | Parcey                     | Jura                    | Bourgogne-Franche-Comté    | classé     | « PA00101986 », notice no PA00101986 | 47° 01′ 25″ nord, 5° 29′ 02″ est   |       |
| Cathédrale Saint-Pierre, Saint-Paul et Saint-André de Saint-Claude                              | Saint-Claude               | Jura                    | Bourgogne-Franche-Comté    | classé     | « PA00102013 », notice no PA00102013 | 46° 23′ 11″ nord, 5° 51′ 59″ est   |       |
| Église Notre-Dame de Saint-Lupicin                                                              | Saint-Lupicin              | Jura                    | Bourgogne-Franche-Comté    | classé     | « PA00102021 », notice no PA00102021 | 46° 24′ 03″ nord, 5° 47′ 34″ est   |       |
| Cathédrale Saint-Jean-Baptiste d'Aire                                                           | Aire-sur-l'Adour           | Landes                  | Nouvelle-Aquitaine         | classé     | « PA00083917 », notice no PA00083917 | 43° 42′ 02″ nord, 0° 15′ 44″ ouest |       |
| Cathédrale Saint-Louis de Blois                                                                 | Blois                      | Loir-et-Cher            | Centre-Val de Loire        | classé     | « PA00098336 », notice no PA00098336 | 47° 35′ 18″ nord, 1° 20′ 10″ est   |       |
| Église Saint-Martin de Lorges                                                                   | Lorges                     | Loir-et-Cher            | Centre-Val de Loire        | classé     | « PA00098467 », notice no PA00098467 | 47° 49′ 24″ nord, 1° 29′ 52″ est   |       |
| Église Saint-Loup de Saint-Loup (Loir-et-Cher)                                                  | Saint-Loup                 | Loir-et-Cher            | Centre-Val de Loire        | classé     | « PA00098584 », notice no PA00098584 | 47° 15′ 58″ nord, 1° 50′ 21″ est   |       |
| Église Saint-Jean de Béré                                                                       | Châteaubriant              | Loire-Atlantique        | Pays de la Loire           | classé     | « PA00108583 », notice no PA00108583 | 47° 43′ 25″ nord, 1° 23′ 10″ ouest |       |
| Église Notre-Dame-de-Pitié du Croisic                                                           | Le Croisic                 | Loire-Atlantique        | Pays de la Loire           | classé     | « PA00108600 », notice no PA00108600 | 47° 17′ 40″ nord, 2° 30′ 48″ ouest |       |
| Maison                                                                                          | Saint-Benoît-sur-Loire     | Loiret                  | Centre-Val de Loire        | classé     | « PA00099000 », notice no PA00099000 | 47° 48′ 35″ nord, 2° 18′ 28″ est   |       |
| Église Saint-Augustin d'Espagnac                                                                | Espagnac-Sainte-Eulalie    | Lot                     | Occitanie                  | classé     | « PA00095066 », notice no PA00095066 | 44° 35′ 33″ nord, 1° 50′ 24″ est   |       |
| Église Saint-Pierre de Gourdon                                                                  | Gourdon                    | Lot                     | Occitanie                  | classé     | « PA00095101 », notice no PA00095101 | 44° 44′ 14″ nord, 1° 22′ 57″ est   |       |
| Abbaye Saint-Pierre de Marcilhac-sur-Célé                                                       | Marcilhac-sur-Célé         | Lot                     | Occitanie                  | classé     | « PA00095155 », notice no PA00095155 | 44° 33′ 10″ nord, 1° 40′ 19″ est   |       |
| Église Saint-Maur de Martel                                                                     | Martel                     | Lot                     | Occitanie                  | classé     | « PA00095160 », notice no PA00095160 | 44° 56′ 12″ nord, 1° 36′ 40″ est   |       |
| Hôtel de la Raymondie                                                                           | Martel                     | Lot                     | Occitanie                  | classé     | « PA00095161 », notice no PA00095161 | 44° 56′ 12″ nord, 1° 36′ 31″ est   |       |
| Chapelle du lycée Saint-Caprais                                                                 | Agen                       | Lot-et-Garonne          | Nouvelle-Aquitaine         | classé     | « PA00084037 », notice no PA00084037 | 44° 12′ 26″ nord, 0° 37′ 10″ est   |       |
| Enceinte de Bruch                                                                               | Bruch                      | Lot-et-Garonne          | Nouvelle-Aquitaine         | classé     | « PA00084083 », notice no PA00084083 | 44° 12′ 20″ nord, 0° 24′ 42″ est   |       |
| Cathédrale Notre-Dame-et-Saint-Privat de Mende                                                  | Mende                      | Lozère                  | Occitanie                  | classé     | « PA00103856 », notice no PA00103856 | 44° 31′ 02″ nord, 3° 29′ 54″ est   |       |
| Chapelle Notre-Dame-des-Ardilliers de Saumur                                                    | Saumur                     | Maine-et-Loire          | Pays de la Loire           | classé     | « PA00109316 », notice no PA00109316 | 47° 14′ 59″ nord, 0° 03′ 48″ ouest |       |
| Église Saint-Germain de Barneville                                                              | Barneville-Carteret        | Manche                  | Normandie                  | classé     | « PA00110331 », notice no PA00110331 | 49° 22′ 51″ nord, 1° 45′ 05″ ouest |       |
| Église Notre-Dame de Martinvast                                                                 | Martinvast                 | Manche                  | Normandie                  | classé     | « PA00110449 », notice no PA00110449 | 49° 35′ 38″ nord, 1° 39′ 56″ ouest |       |
| Autel des druides                                                                               | Les Moitiers-d'Allonne     | Manche                  | Normandie                  | classé     | « PA00110454 », notice no PA00110454 | 49° 24′ 39″ nord, 1° 44′ 44″ ouest |       |
| Allée couverte de la Petite Roche                                                               | Rocheville                 | Manche                  | Normandie                  | classé     | « PA00110560 », notice no PA00110560 | 49° 29′ 37″ nord, 1° 35′ 34″ ouest |       |
| Crypte de l'Église Saint-Marcouf de Saint-Marcouf (Manche)                                      | Saint-Marcouf              | Manche                  | Normandie                  | classé     | « PA00110589 », notice no PA00110589 | 49° 28′ 23″ nord, 1° 17′ 21″ ouest |       |
| Église Notre-Dame-de-l'Assomption de Tamerville                                                 | Tamerville                 | Manche                  | Normandie                  | classé     | « PA00110616 », notice no PA00110616 | 49° 31′ 59″ nord, 1° 27′ 08″ ouest |       |
| Église Notre-Dame-de-Bonsecours de Nancy                                                        | Nancy                      | Meurthe-et-Moselle      | Grand Est                  | classé     | « PA00106108 », notice no PA00106108 | 48° 40′ 36″ nord, 6° 11′ 58″ est   |       |
| Cathédrale Notre-Dame-de-l'Annonciation de Nancy                                                | Nancy                      | Meurthe-et-Moselle      | Grand Est                  | classé     | « PA00106102 », notice no PA00106102 | 48° 41′ 29″ nord, 6° 11′ 11″ est   |       |
| Église Saint-Léonard de Senon                                                                   | Senon                      | Meuse                   | Grand Est                  | classé     | « PA00106629 », notice no PA00106629 | 49° 16′ 45″ nord, 5° 38′ 33″ est   |       |
| Cathédrale Notre-Dame de Verdun                                                                 | Verdun                     | Meuse                   | Grand Est                  | classé     | « PA00106656 », notice no PA00106656 | 49° 09′ 34″ nord, 5° 22′ 56″ est   |       |
| Chapelle Sainte-Barbe du Faouët                                                                 | Le Faouët                  | Morbihan                | Bretagne                   | classé     | « PA00091189 », notice no PA00091189 | 48° 02′ 33″ nord, 3° 28′ 48″ ouest |       |
| Cathédrale Saint-Pierre de Vannes                                                               | Vannes                     | Morbihan                | Bretagne                   | classé     | « PA00091772 », notice no PA00091772 | 47° 39′ 16″ nord, 2° 45′ 25″ ouest |       |
| Église Saint-Blaise-et-Saint-Véran de Saint-Vérain                                              | Saint-Vérain               | Nièvre                  | Bourgogne-Franche-Comté    | classé     | « PA00113021 », notice no PA00113021 | 47° 28′ 47″ nord, 3° 03′ 24″ est   |       |
| Cathédrale Notre-Dame de Grâce de Cambrai                                                       | Cambrai                    | Nord                    | Hauts-de-France            | classé     | « PA00107395 », notice no PA00107395 | 50° 10′ 20″ nord, 3° 14′ 00″ est   |       |
| Église Saint-Martin de Cires-lès-Mello                                                          | Cires-lès-Mello            | Oise                    | Hauts-de-France            | classé     | « PA00114595 », notice no PA00114595 | 49° 16′ 31″ nord, 2° 21′ 36″ est   |       |
| Église Saint-Martin de Cramoisy                                                                 | Cramoisy                   | Oise                    | Hauts-de-France            | classé     | « PA00114651 », notice no PA00114651 | 49° 15′ 18″ nord, 2° 24′ 03″ est   |       |
| Église Saint-Denis de Foulangues                                                                | Foulangues                 | Oise                    | Hauts-de-France            | classé     | « PA00114694 », notice no PA00114694 | 49° 16′ 33″ nord, 2° 18′ 55″ est   |       |
| Église Saint-Vaast de Saint-Vaast-lès-Mello                                                     | Saint-Vaast-lès-Mello      | Oise                    | Hauts-de-France            | classé     | « PA00114877 », notice no PA00114877 | 49° 16′ 01″ nord, 2° 23′ 21″ est   |       |
| Chapelle Saint-Pierre de Saint-Pierre-de-Sommaire                                               | Saint-Nicolas-de-Sommaire  | Orne                    | Normandie                  | classé     | « PA00110933 », notice no PA00110933 | 48° 49′ 04″ nord, 0° 37′ 28″ est   |       |
| Hôtel de Lauzun                                                                                 | 4e arrondissement de Paris | Paris                   | Île-de-France              | classé     | « PA00086297 », notice no PA00086297 | 48° 51′ 06″ nord, 2° 21′ 32″ est   |       |
| Église Saint-Médard (Paris)                                                                     | 5e arrondissement de Paris | Paris                   | Île-de-France              | classé     | « PA00088417 », notice no PA00088417 | 48° 50′ 24″ nord, 2° 21′ 02″ est   |       |
| Hôtel des Invalides                                                                             | 7e arrondissement de Paris | Paris                   | Île-de-France              | classé     | « PA00088714 », notice no PA00088714 | 48° 51′ 24″ nord, 2° 18′ 46″ est   |       |
| Cathédrale Notre-Dame-et-Saint-Vaast d'Arras                                                    | Arras                      | Pas-de-Calais           | Hauts-de-France            | classé     | « PA00107964 », notice no PA00107964 | 50° 17′ 35″ nord, 2° 46′ 29″ est   |       |
| Église Saint-Martin de Fressin                                                                  | Fressin                    | Pas-de-Calais           | Hauts-de-France            | classé     | « PA00108285 », notice no PA00108285 | 50° 26′ 48″ nord, 2° 03′ 18″ est   |       |
| Église Saint-Sulpice de Willeman                                                                | Willeman                   | Pas-de-Calais           | Hauts-de-France            | classé     | « PA00108445 », notice no PA00108445 | 50° 21′ 15″ nord, 2° 09′ 31″ est   |       |
| Cathédrale Saint-Jean-Baptiste de Perpignan                                                     | Perpignan                  | Pyrénées-Orientales     | Occitanie                  | classé     | « PA00104067 », notice no PA00104067 | 42° 42′ 02″ nord, 2° 53′ 49″ est   |       |
| Église des Carmes de Perpignan                                                                  | Perpignan                  | Pyrénées-Orientales     | Occitanie                  | classé     | « PA00104073 », notice no PA00104073 | 42° 41′ 47″ nord, 2° 54′ 02″ est   |       |
| Aqueduc du Gier                                                                                 | Lyon                       | Rhône                   | Auvergne-Rhône-Alpes       | classé     | « PA00117782 », notice no PA00117782 | 45° 45′ 34″ nord, 4° 48′ 54″ est   |       |
| Chapelle de la Visitation du Mans                                                               | Le Mans                    | Sarthe                  | Pays de la Loire           | classé     | « PA00109804 », notice no PA00109804 | 48° 00′ 15″ nord, 0° 11′ 44″ est   |       |
| Cathédrale Saint-François-de-Sales de Chambéry                                                  | Chambéry                   | Savoie                  | Auvergne-Rhône-Alpes       | classé     | « PA00118223 », notice no PA00118223 | 45° 33′ 55″ nord, 5° 55′ 23″ est   |       |
| Cathédrale Saint-Pierre de Moûtiers                                                             | Moûtiers                   | Savoie                  | Auvergne-Rhône-Alpes       | classé     | « PA00118283 », notice no PA00118283 | 45° 29′ 00″ nord, 6° 32′ 01″ est   |       |
| Cathédrale Saint-Jean-Baptiste de Saint-Jean-de-Maurienne                                       | Saint-Jean-de-Maurienne    | Savoie                  | Auvergne-Rhône-Alpes       | classé     | « PA00118296 », notice no PA00118296 | 45° 16′ 37″ nord, 6° 20′ 45″ est   |       |
| Église Saint-Georges de Couilly-Pont-aux-Dames                                                  | Couilly-Pont-aux-Dames     | Seine-et-Marne          | Île-de-France              | classé     | « PA00086902 », notice no PA00086902 | 48° 53′ 05″ nord, 2° 51′ 37″ est   |       |
| Église Saint-Apolinaire de Salins                                                               | Salins                     | Seine-et-Marne          | Île-de-France              | classé     | « PA00087277 », notice no PA00087277 | 48° 25′ 13″ nord, 3° 01′ 17″ est   |       |
| Église Saint-Germain-l'Écossais d'Amiens                                                        | Amiens                     | Somme                   | Hauts-de-France            | classé     | « PA00116052 », notice no PA00116052 | 49° 53′ 47″ nord, 2° 17′ 47″ est   |       |
| Église Saint-Leu d'Amiens                                                                       | Amiens                     | Somme                   | Hauts-de-France            | classé     | « PA00116053 », notice no PA00116053 | 49° 53′ 52″ nord, 2° 18′ 04″ est   |       |
| Église Sainte-Croix de Caix                                                                     | Caix                       | Somme                   | Hauts-de-France            | classé     | « PA00116111 », notice no PA00116111 | 49° 48′ 57″ nord, 2° 38′ 45″ est   |       |
| Église Saint-Martin d'Harbonnières                                                              | Harbonnières               | Somme                   | Hauts-de-France            | classé     | « PA00116175 », notice no PA00116175 | 49° 50′ 52″ nord, 2° 40′ 11″ est   |       |
| Château de Picquigny                                                                            | Picquigny                  | Somme                   | Hauts-de-France            | classé     | « PA00116217 », notice no PA00116217 | 49° 56′ 36″ nord, 2° 08′ 30″ est   |       |
| Collégiale Saint-Martin de Picquigny                                                            | Picquigny                  | Somme                   | Hauts-de-France            | classé     | « PA00116218 », notice no PA00116218 | 49° 56′ 35″ nord, 2° 08′ 32″ est   |       |
| Église Saint-Eugène de Vieux                                                                    | Vieux                      | Tarn                    | Occitanie                  | classé     | « PA00095656 », notice no PA00095656 | 43° 59′ 36″ nord, 1° 52′ 26″ est   |       |
| Cathédrale Notre-Dame-de-l'Assomption de Montauban                                              | Montauban                  | Tarn-et-Garonne         | Occitanie                  | classé     | « PA00095799 », notice no PA00095799 | 44° 00′ 56″ nord, 1° 21′ 18″ est   |       |
| Chapelle des Pénitents noirs (Avignon)                                                          | Avignon                    | Vaucluse                | Provence-Alpes-Côte d'Azur | classé     | « PA00081817 », notice no PA00081817 | 43° 57′ 12″ nord, 4° 48′ 36″ est   |       |
| Remparts d'Avignon                                                                              | Avignon                    | Vaucluse                | Provence-Alpes-Côte d'Azur | classé     | « PA00081943 », notice no PA00081943 | 43° 56′ 34″ nord, 4° 48′ 18″ est   |       |
| Église Notre-Dame-de-Vie de Venasque                                                            | Venasque                   | Vaucluse                | Provence-Alpes-Côte d'Azur | classé     | « PA00082205 », notice no PA00082205 | 44° 00′ 04″ nord, 5° 08′ 45″ est   |       |
| Église Saint-Jean de Fontenay-le-Comte                                                          | Fontenay-le-Comte          | Vendée                  | Pays de la Loire           | classé     | « PA00110101 », notice no PA00110101 | 46° 27′ 58″ nord, 0° 47′ 55″ ouest |       |
| Église Saint-Sauveur de L'Île-d'Yeu                                                             | L'Île-d'Yeu                | Vendée                  | Pays de la Loire           | classé     | « PA00110145 », notice no PA00110145 | 46° 42′ 22″ nord, 2° 19′ 54″ ouest |       |
| Ensemble cathédrale (Cathédrale Notre-Dame-de-l'Assomption de Luçon, Palais épiscopal de Luçon) | Luçon                      | Vendée                  | Pays de la Loire           | classé     | « PA00110153 », notice no PA00110153 | 46° 27′ 16″ nord, 1° 10′ 00″ ouest |       |
| Église Saint-Nicolas des Magnils-Reigniers                                                      | Les Magnils-Reigniers      | Vendée                  | Pays de la Loire           | classé     | « PA00110159 », notice no PA00110159 | 46° 28′ 42″ nord, 1° 13′ 09″ ouest |       |
| Prieuré des Magnils-Reigniers                                                                   | Les Magnils-Reigniers      | Vendée                  | Pays de la Loire           | classé     | « PA00110160 », notice no PA00110160 | 46° 28′ 42″ nord, 1° 13′ 10″ ouest |       |
| Église Saint-Pierre de Mortagne-sur-Sèvre                                                       | Mortagne-sur-Sèvre         | Vendée                  | Pays de la Loire           | classé     | « PA00110172 », notice no PA00110172 | 46° 59′ 32″ nord, 0° 57′ 16″ ouest |       |
| Église Saint-Rémi de Pouillé                                                                    | Pouillé                    | Vendée                  | Pays de la Loire           | classé     | « PA00110200 », notice no PA00110200 | 46° 30′ 24″ nord, 0° 56′ 54″ ouest |       |
| Église Saint-Pierre de Saint-Pierre-du-Chemin                                                   | Saint-Pierre-du-Chemin     | Vendée                  | Pays de la Loire           | classé     | « PA00110261 », notice no PA00110261 | 46° 41′ 46″ nord, 0° 42′ 01″ ouest |       |
| Église Saint-André de Bonnes                                                                    | Bonnes                     | Vienne                  | Nouvelle-Aquitaine         | classé     | « PA00105354 », notice no PA00105354 | 46° 36′ 13″ nord, 0° 35′ 51″ est   |       |
| Croix de chemin de Beaufremont                                                                  | Beaufremont                | Vosges                  | Grand Est                  | classé     | « PA00107092 », notice no PA00107092 | 48° 15′ 25″ nord, 5° 45′ 16″ est   |       |
| Croix de chemin de Gendreville                                                                  | Gendreville                | Vosges                  | Grand Est                  | classé     | « PA00107173 », notice no PA00107173 | 48° 14′ 02″ nord, 5° 43′ 00″ est   |       |
| Église Saint-Pierre-Saint-Paul de Cravant                                                       | Cravant                    | Yonne                   | Bourgogne-Franche-Comté    | classé     | « PA00113664 », notice no PA00113664 | 47° 40′ 55″ nord, 3° 41′ 22″ est   |       |
| Église Notre-Dame de Noyers (Yonne)                                                             | Noyers                     | Yonne                   | Bourgogne-Franche-Comté    | classé     | « PA00113761 », notice no PA00113761 | 47° 41′ 45″ nord, 3° 59′ 38″ est   |       |
| Pierre Ardoue                                                                                   | Saint-Léger-en-Yvelines    | Yvelines                | Île-de-France              | classé     | « PA00087635 », notice no PA00087635 | 48° 43′ 46″ nord, 1° 44′ 43″ est   |       |
| Ferme de Gally                                                                                  | Versailles                 | Yvelines                | Île-de-France              | classé     | « PA00087673 », notice no PA00087673 | 48° 49′ 05″ nord, 2° 04′ 55″ est   |       |
| Cathédrale Saint-Louis de Versailles                                                            | Versailles                 | Yvelines                | Île-de-France              | classé     | « PA00087667 », notice no PA00087667 | 48° 47′ 54″ nord, 2° 07′ 27″ est   |       |